# Dialetto mineiro

Minas Gerais, Brasile.

Isoglosse del stato di Minas Gerais per il Esboço de um Atlas Linguístico de Minas Gerais (EALMG), Universidade Federal de Juiz de Fora, 1977. Il dialetto mineiro è al centro (incl. Belo Horizonte) ed sudeste. Caipira (paulista) è al sud ed sudoeste. Geraizeiro è al nord.

Il dialetto mineiro è un dialetto portoghese parlato nello stato brasiliano di Minas Gerais. Dieci milioni di persone, metà della popolazione dello stato, parlano il dialetto.

## Formazione
Le caratteristiche di questo dialetto derivano in gran parte dalla varietà di portoghese parlata nella regione di Minho (nord del Portogallo) da cui proveniva la maggior parte dei primi occupanti del luogo. Negli ultimi tempi il dialetto mineiro ha acquisito sempre maggiore importanza per via dell'orgoglio locale e il rifiuto di altri dialetti.

## Demografia
Il dialetto è parlato nella capitale, Belo Horizonte, e nelle città storiche: Ouro Preto (capitale 1720 - 1897), Mariana (prima villa), Santa Bárbara, Sabará, Diamantina, Tiradentes, São João del-Rei, Congonhas, Serro, Caeté.
Il dialetto è parlato principalmente in quattro regioni geografiche dello stato. Le quattro regioni hanno una grande densità di popolazione.
- Belo Horizonte
- Ipatinga
- Barbacena
- Juiz de Fora

Città più popolose che parlano Mineiro (popolazione>50 000).
- Superiore a 700 000: Belo Horizonte (2 530 701).
- Tra 600 000 e 700 000: Contagem.
- Tra 500 000 e 600 000: Juiz de Fora.
- Tra 400 000 e 500 000: Betim.
- Tra 300 000 e 400 000: Ribeirão das Neves.
- Tra 250 000 e 300 000: Ipatinga.
- Tra 200 000 e 250 000: Sete Lagoas, Santa Luzia.
- Tra 150 000 e 200 000: Ibirité.
- Tra 100 000 e 150 000: Barbacena, Sabará, Vespasiano, Conselheiro Lafaiete, Itabira, Ubá, Coronel Fabriciano, Muriaé.
- Tra 75 000 e 100 000: Nova Lima, Caratinga, Manhuaçu, Timóteo, São João del-Rei, Curvelo, João Monlevade, Viçosa, Cataguases.
- Tra 50 000 e 75 000: Ouro Preto, Esmeraldas, Lagoa Santa, Pedro Leopoldo, Mariana, Ponte Nova, Congonhas, Leopoldina, Itabirito.

## Storia dello studio
Il primo studio linguistico specificamente rivolto allo stato di Minas Gerais è stato il Esboço de um Atlas Linguístico de Minas Gerais (EALMG), Universidade Federal de Juiz de Fora, 1977.

## Caratteristiche
I tratti fonetici che più contraddistinguono il mineiro sono i seguenti:
- Apocope delle vocali brevi: parte è pronunciato partch (con t leggermente affricata).
- Assimilazione delle vocali consecutive: o urubu "l'avvoltoio" passa a u rubu.
- Caduta di r finale: cantar si pronuncia cantá.
- Chiusura delle vocali brevi e > i ed o > u.
- La vibrante r è pronunciata come una aspirata h (ad esempio in rato "topo").
- Sonorizzazione di s finale davanti ad una vocale (sandhi): abra as asas ("apri le ali") diventa abrazaza
- Aferesi di e nelle parole che iniziano con es- più consonante:: esporte "sport" diventa sportch.

Tra i tratti morfo-sintattici si ricordano:
- Rispetto al portoghese, i gerundi sono privi di d e hanno u invece di o: chovendo "piovendo" passa a chuvenu.
- Al plurale solo l'articolo e il possessivo prendono la marca -s, ma non il nome (come nel dialetto caipira): invece di os livros "i libri" si ha us livru, e allo stesso modo meus filhu invece di Meus filhos "i miei figli".

## Accettazione in Brasile
Nel 2023, il mineiro è stato votato come il dialetto più affascinante del Brasile in un sondaggio condotto da un'app per l'apprendimento delle lingue.
Il socioletto prestigioso dell'accento mineiro parlato a Belo Horizonte è il dialetto più vicino al portoghese brasiliano standard. Questo dialetto mediatico del portoghese brasiliano standard è chiamato sotaque neutro.